# Романо Банко (Милано)
Романо Банко је насеље у Италији у округу Милано, региону Ломбардија.
Према процени из 2011. у насељу је живело 26163 становника. Насеље се налази на надморској висини од 114 м.